# Daphne Mabel Maugham
Daphne Mabel Maugham, później Daphne Maugham-Casorati (ur. 18 grudnia 1887 w Londynie, zm. 1982) – brytyjska malarka tworząca w Turynie we Włoszech.

## Życiorys

### Rodzina
Daphne urodziła się w Londynie lub być może w brytyjskiej ambasadzie w Paryżu i została zarejestrowana w Londynie. Jej ojciec Charles Maugham pochodził z rodziny prawniczej, był adwokatem i prowadził swoją praktykę w Paryżu. Charles Maugham był także bratem wygnanego brytyjskiego pisarza, Williama Somerseta Maughama i Frederica Maughama, który pełnił funkcję Lorda Kanclerza Wielkiej Brytanii w latach 1938–1939. Jej matka, Mabel Hardy, znana jako „Beldy”, tworzyła sceny rodzajowe z tkanin, które były pokazywane w Muzeum Wiktorii i Alberta w Londynie oraz Jeu de Paume w Paryżu. Mable była córką Heywooda Hardy'ego, angielskiego malarza znanego ze swoich scen myśliwskich. Dziadkiem Heywooda ze strony matki był Sir William Beechey, artysta portretowy i ojciec co najmniej trzech malarzy. Siostra Daphne, Clarisse, była również malarką. Jej siostra Cynthia była tancerką podróżującą z Alexandrem Sakharoffem.  

### Edukacja i twórczość
W wieku szesnastu lat Daphne Maugham studiowała malarstwo w Paryżu, uczęszczając do Académie Ranson, kierowanej przez nabistów: Paula Sérusiera i Maurice Denisa. Następnie studiowała od 1918 do 1921 w Accademie Notre-Dame des Champs u kubistycznego malarza André Lhote. Tam poznała malarkę Mela Muter i Berthe Morisot. W 1914 wystawiała w Galerie Druet w Paryżu, a w 1921 została przyjęta na Salon Jesienny. W 1922 ukończyła Slade School of Fine Art w Londynie. Znała cztery języki.
W 1925 roku wyjechała do Turynu, gdzie spotkała Felice Casorati, u którego zaczęła pobierać lekcje. Dzieliła pracownię z Paolą Levi Montalicini, Giorginą Lattes i Nellą Marchesini. Daphne i Felice Casorati pobrali się w 1931 roku i mieli jednego syna, Francesco. 
W 1926 wystawiała się na Esposizione delle vedute w Turynie, zorganizowanym przez Società di Belle Arti Antonio Fontanesi. W 1928 wystawiała w Promotrice w Turynie. Przez następną dekadę brała udział w licznych wystawach, m.in. w Carnegie Institute w Pittsburgu, w Quadriennali di Roma, dziewięć razy od 1928 do 1950 na Biennale w Wenecji. Otrzymała szereg nagród, między innymi Premio Fiorino alla Galleria dell'Accademia we Florencji.
Swoje obrazy sygnowała tylko swoim imieniem "Daphne", rezygnując z dopisywaniem nazwiska.  
Wraz z mężem prowadziła w Turynie salony intelektualne, w których uczestniczyli m.in. Lionello Venturi, Giacomo Debenedetti, Carlo Levi, Mario Soldati, Giacomo Noventa. 